# Loupershouse
Loupershouse és un municipi francès, situat al departament del Mosel·la i a la regió del Gran Est. L'any 2007 tenia 938 habitants.

## Demografia

### Població
El 2007 la població de fet de Loupershouse era de 938 persones. Hi havia 354 famílies, de les quals 68 eren unipersonals (24 homes vivint sols i 44 dones vivint soles), 123 parelles sense fills, 139 parelles amb fills i 24 famílies monoparentals amb fills.
La població ha evolucionat segons el següent gràfic:
Habitants censats

### Habitatges
El 2007 hi havia 374 habitatges, 355 eren l'habitatge principal de la família i 19 estaven desocupats. 334 eren cases i 38 eren apartaments. Dels 355 habitatges principals, 313 estaven ocupats pels seus propietaris, 33 estaven llogats i ocupats pels llogaters i 9 estaven cedits a títol gratuït; 5 tenien dues cambres, 11 en tenien tres, 65 en tenien quatre i 274 en tenien cinc o més. 315 habitatges disposaven pel capbaix d'una plaça de pàrquing. A 141 habitatges hi havia un automòbil i a 187 n'hi havia dos o més.

### Piràmide de població
La piràmide de població per edats i sexe el 2009 era:
| Homes | Edats   | Dones |
| ----- | ------- | ----- |
| 0     | 95 o +  | 0     |
| 0     | 90 a 94 | 0     |
| 0     | 85 a 89 | 8     |
| 0     | 80 a 84 | 4     |
| 16    | 75 a 79 | 20    |
| 12    | 70 a 74 | 12    |
| 24    | 65 a 69 | 28    |
| 32    | 60 a 64 | 20    |
| 16    | 55 a 59 | 32    |
| 32    | 50 a 54 | 20    |
| 32    | 45 a 49 | 44    |
| 32    | 40 a 44 | 36    |
| 40    | 35 a 39 | 32    |
| 36    | 30 a 34 | 56    |
| 20    | 25 a 29 | 12    |
| 40    | 20 a 24 | 20    |
| 24    | 15 a 19 | 32    |
| 48    | 10 a 14 | 44    |
| 24    | 5 a 9   | 36    |
| 20    | 0 a 4   | 20    |

## Economia
El 2007 la població en edat de treballar era de 610 persones, 391 eren actives i 219 eren inactives. De les 391 persones actives 359 estaven ocupades (204 homes i 155 dones) i 32 estaven aturades (12 homes i 20 dones). De les 219 persones inactives 74 estaven jubilades, 60 estaven estudiant i 85 estaven classificades com a «altres inactius».

### Ingressos
El 2009 a Loupershouse hi havia 364 unitats fiscals que integraven 999 persones, la mediana anual d'ingressos fiscals per persona era de 18.637 €.

### Activitats econòmiques
Dels 26 establiments que hi havia el 2007, 1 era d'una empresa de fabricació d'altres productes industrials, 8 d'empreses de construcció, 6 d'empreses de comerç i reparació d'automòbils, 3 d'empreses d'hostatgeria i restauració, 2 d'empreses immobiliàries, 4 d'empreses de serveis i 2 d'empreses classificades com a «altres activitats de serveis».
Dels 10 establiments de servei als particulars que hi havia el 2009, 1 era un taller de reparació d'automòbils i de material agrícola, 1 paleta, 1 guixaire pintor, 2 lampisteries, 3 electricistes, 1 perruqueria i 1 saló de bellesa.
L'únic establiment comercial que hi havia el 2009 era una carnisseria.
L'any 2000 a Loupershouse hi havia 8 explotacions agrícoles.

## Equipaments sanitaris i escolars
El 2009 hi havia 1 escola maternal i 1 escola elemental.

## Poblacions més properes
El següent diagrama mostra les poblacions més properes.